# Bystrzyca Tyśmienicka
Bystrzyca Tyśmienicka (ukr. Бистриця Тисменицька Bystrycia Tysmenyćka) – rzeka na Ukrainie, w obwodzie lwowskim, prawy dopływ Dniestru. Długość  - 73 km, powierzchnia zlewni - 1160 km².
Wypływa z podgórza Bieszczadów Wschodnich, z okolicy wsi Bystrycia (do 1946 Prusy).  Jej prawym dopływem jest Tyśmienica.